# 橋本涼子
橋本 涼子（はしもと りょうこ、1977年7月9日 - ）は、日本の女性声優。千葉県出身。

## 経歴・人物
明治学院大学法学部卒。ディー・オー・エー（シグマ・セブン後援）、政宗一成主宰の劇団、言霊夢吽空、株式会社アート（2007年4月から所属）を経て2008年2月メダリオンへ移籍。2009年9月10日よりマック・ミック所属。

## 出演作品
※太字はメインキャラクター。

### テレビアニメ
- おねがい!ポクポン

### ゲーム
- ときめきメモリアル3 〜約束のあの場所で〜（御田万里）
- Missing Blue

### 吹き替え
- 激戦 A True Mob Story
- ジンジャー スナップス

### 実写
- ときめきメモリアルスーパーライブDVD
- ときめきメモリアルスーパーライブDVD2
- ときめきメモリアルスーパーライブ forever COUNTDOWN2006 DVD

### ラジオ
- キャラアニ.com メダカの学校

### CD
- おとのでるにょっきシリーズ にょっき だい1かん
- ごはんを食べよう 5（OL）
- ときめきメモリアル3シリーズ（御田万里）
  - ときめきメモリアル3 はじめまして!
  - ときめきメモリアル3 もえぎの音楽だより 第二集
  - ときめきメモリアル3 もえぎの音楽だより 第三集
- 冬の蝉（女中）
- 真夏の被害者II（女将）